# Cidade FM (Fortaleza)
Cidade FM é uma emissora de rádio brasileira sediada em Fortaleza, capital do estado do Ceará. Opera no dial FM, na frequência 99,1 MHz, e pertence ao Grupo Cidade de Comunicação.

## História
Fundada em 30 de maio de 1986, a rádio têm como foco o público jovem, tendo como 80% de sua programação musical voltado para o gênero pop. O grupo fez um alto investimento em tecnologia, adquirindo um transmissor de 35 kW que levava o sinal da rádio para toda a cidade de Fortaleza e parte da Região Metropolitana. Também fez contratação de importantes nomes da época, como Dantes Lima, Gleriston Oliveira, Loy Filho e Paulinho Leme. Meses depois da inauguração, promoveu os primeiros eventos no recém-inaugurado Shopping Iguatemi. Promoveu também shows internacionais no Ginásio Paulo Sarasate, como os das bandas A-Ha e Information Society.
Entre 1989 e 1992, com a grande popularização dos bailes na periferia promovidos pela FM do Povo, a Cidade também resolveu investir em seus próprios bailes. O locutor Gleriston Oliveira comandou o "Turma do Circuito", que posteriormente foi chamado de "Circuito Cidade". Em 1991, foi processada pelo Sistema Jornal do Brasil pelo uso da marca Cidade, onde o mesmo manteve uma rede de rádios jovem com o mesmo nome sediada no Rio de Janeiro. O Grupo Cidade de Comunicação foi proibido de usar a marca, mas através de recurso conseguiu recuperar o nome, com ressalva para o uso da sigla "FM" antes do nome "Cidade". Por conta disso, entre 1992 e 2001, passou a dividir a marca Cidade com o Grupo de Comunicação O Povo, que se afiliou com a rede carioca até o fim da mesma, mantendo a marca como rádio independente.
Em março de 2017, a Cidade FM encerra o arrendamento com a Arte Produções e a D&E Entretenimento, fazendo parte de um processo de centralização das operações das rádios do Grupo Cidade.